# فرانک لاوجوی
فرانک لاوجوی (انگلیسی: Frank Lovejoy؛ ۲۸ مارس ۱۹۱۲ – ۲ اکتبر ۱۹۶۲) یک بازیگر سینما اهل ایالات متحده آمریکا بود. از فیلم‌های او می‌توان به استحکامات ساحلی و سه راز اشاره کرد.